# Anderson Massif
Anderson Massif – masyw górski w Górach Ellswortha w Antarktydzie Zachodniej.

## Nazwa
Nazwa upamiętnia amerykańskiego geologa Johna J. Andersona, badającego Góry Ellswortha w ramach ekspedycji Uniwersytetu Minnesoty w pierwszej połowie lat 60. XX wieku .

## Geografia
Anderson Massif leży w południowej części Gór Ellswortha w Antarktydzie Zachodniej w paśmie Heritage Range . Jest to pokaźny masyw górski o średnicy ok. 16 km, którego wysokość sięga 2190 m n.p.m.  Po jego wschodnich zboczach spływa lodowiec Grimes Glacier . Inne szczyty masywu to Huggler Peak (1580 m n.p.m.) w części północnej  i Rullman Peak (1910 m n.p.m.) w części południowej . 
Na południe od masywu lodowiec Splettstoesser Glacier łączy się z lodowcem Minnesota Glacier .  